# El Eco de Badalona
El Eco de Badalona va ser un setmanari català en castellà i català de caràcter liberal conservador de Badalona, fundat per Francesc Planas i Casals el 1868. Va ser la primera publicació de premsa d'abast local badalonina, sent el primer a donar una gran importància a la informació local de la vila i després ciutat, sent també un dels primers d'aquest tipus a aparèixer a Catalunya. Va tenir dues èpoques diferenciades: la primera, entre 1868-1869, no va tenir èxit; després, una segona de molta més durada, entre 1878-1936.

## Primera època (1868 - 1869)
Va aparéixer per primera vegada el 6 de desembre de 1868. Aquesta publicació va tenir una curta vida, l'any següent tancava a causa de la falta de subscriptors, possiblement pel preu elevat de la subscripció, i unes vendes minses, amb un dèficit de 209,50 reals. En el darrer número, Planas i Casals escrivia: «Sensible es en estremo el que en una població de la índole de Badalona, cuya inmensa mayoría se precia de ser liberal, no se haya podido sostener un periódico de ideas en estremo liberales.». S'apunta que hi hagué una creixent desinterès dels lectors, si bé és possible que aquest interès no hagués existit mai; és probable, també, que el nivell d'alfabetització dels badalonins fos molt baix i el setmanari, per tant, nasqués de l'elit intel·lectual de la vila sense un públic apte per a la publicació.
Sobre el gènere, el setmanari parlava d'informació general, sobretot a causa del període en què neix, després de la revolució que fa caure a Isabel II i viu els temps del govern provisional. Així doncs, contenia una crònica nacional, local i internacional, especialment sobre Cuba; d'altra banda hi havia avisos d'espectacles, poesies i col·laboracions diverses, algunes de les quals també es publicaven en català; la majoria de col·laboradors van ser membres distingits de la societat badalonina, com Jaume Solà i Seriol, sacerdot i historiador, Josep Caritg i Arnó, que fou alcalde de la vila, Vicenç Bosch i Grau, industrial, Pere Renom i Riera, entre d'altres. En termes generals, el seu llenguatge és exaltat i fins i tot incendiari, mentre que l'ortografia és deficient. La ideologia liberal hi és ben present, a tall d'exemple, un fragment del número 3: «[…] se hundió para siempre en el lodo á la raza de los Borbones, con ella […] han venido á suceder los nobles principios democráticos que de hoy mas seran la bandera de la regenerada Nación Española».

## Segona època (1878 - 1936)
Deu anys més tard, Planas i Casals decidia tornar a iniciar la publicació de El Eco, que apareix de nou el 6 d'octubre de 1878, de nou íntegrament en castellà. Aquesta vegada, el públic va reaccionar favorablement i va haver-hi èxit en les subscripcions; un dels seus al·licients va ser la publicació periòdica de la «Historia de Badalona». Planas comptà amb la col·laboració de gairebé les mateixes personalitats que en la primera època del setmanari. A més a més, un altre gran canvi va ser una major consideració de la publicitat, entre un 20 i un 50% segons les èpoques. A partir de l'edició del 6 de gener de 1879, s'anuncià als lectors que el setmanari passava a servir-se només per subscripció. Cal esmentar que no seguirà una numeració continuada, sinó que a cada any n'inicià una de nova.
Gràcies a l'èxit obtingut, Planas va decidir traslladar-se a viure a Badalona i fundar una impremta per a El Eco, el novembre de 1879. Això no obstant, en alguns números, se seguirà buscant una resposta al poc èxit que va obtenir El Eco en la seva primera època i, en general, el que tenien moltes publicacions a Badalona, que al cap de poc temps tancaven; una de les raons que s'argumentaven era la proximitat de Barcelona. El 5 de febrer de 1911 Francesc Planas i Casals va morir, i l'edició d'El Eco va continuar de la mà del seu fill, Antoni Planas i Carreté, amb un breu incís d'Àngel Gill, i posteriorment també hi participà el net de Planas i Casals, Antoni Planas i Viscarri.
Durant aquesta segona època El Eco va moderar el seu llenguatge, millorant-ne l'ortografia i la sintaxi. El seu posicionament polític no està definit, tal com afirmava Lluís Bertran i Pijoan al setmanari El Borinot: «sempre governamental, siguin quins siguin els partits que actuïn». Tanmateix, s'esmenta que això també afavorí que el setmanari no rebés cap queixa ni cap article com per ser censurat durant la dictadura de Primo de Rivera. A partir de la direcció de Planas i Carreté, el qual era també catòlic i d'idees conservadores, com el seu pare, va intentar mantenir la tònica moderada del seu pare i fer que el setmanari fos independent, i ho aconseguí, car mai es definí políticament i, per exemple, no va prendre partit per ningú en les eleccions de febrer de 1936; va millorar-ne també aspectes tècnics. També és destacable que amb Planas i Carreté el català és cada vegada més utilitzat en el setmanari i sobretot durant la dictadura de Primo de Rivera i després d'ella va sobrepassar el castellà.
Durant aquesta època es van organitzar certàmens literaris anuals, el primer d'ells l'agost de 1879, en els quals van participar literats de la talla de Pitarra, Joan Maragall i Antoni Bori i Fontestà. Els premiats eren després publicats periòdicament en El Eco, el qual començarà a transformar el seu format -i ho faria en diverses ocasions, sense arribar a tenir mai un format ben definit-, fent-lo més gran i millorant la seva claredat tipogràfica.
Al llarg dels anys vint i trenta el setmanari va anar variant de nou el seu format. Arribats el 1936, entre el 18 de juliol i el 29 d'agost El Eco no va poder aparèixer a causa d'«uns fets tan enormes, tan insuperablement greus, que aquest parèntesis s'ha ahagut de produir per la força dels fets mateixos, que han rebassat i rebassen tot el que es podia preveure», en referència a l'alçament nacional de 1936, el setmanari se situà en la seva posició ideològica de dretes tradicional, però defensava la democràcia i la legalitat republicana que el poble havia donat. El setmanari va desaparèixer definitivament el 26 de setembre de 1936, possiblement a causa de les circumstàncies polítiques.